# Sindi Mico
Sindi Mico (* 21. April 2004) ist eine Schweizer Volleyballnationalspielerin.

## Karriere
Mico begann ihre Karriere beim VBC Züri Unterland. In der Saison 2019/20 spielte sie mit dem VBC Aadorf in der Nationalliga B. Von 2020 bis 2024 war die Aussenangreiferin bei der Volleyball Academy Zürich und bei VBC Voléro Zürich aktiv. Mit Voléro gewann sie 2022 den Schweizer Cup. 2023 gab sie ihr Debüt in der Schweizer Nationalmannschaft und erreichte mit dem Team den Achtelfinal der Europameisterschaft. In der Saison 2024/25 gewann sie mit Neuchâtel UC die Schweizer Meisterschaft und den Cup. Anschliessend wurde sie vom deutschen Bundesligisten Ladies in Black Aachen verpflichtet.